# الله‌یارلی، شابران
الله‌یارلی (به لاتین: Allahyarlı) یک منطقهٔ مسکونی در جمهوری آذربایجان است که در شابران واقع شده‌است.